# Dieter Brauer
Dieter Brauer (* 16. September 1935 in Lübben; † 19. Februar 2009 in Berlin) war ein deutscher Pianist, Komponist und Musikpädagoge.

## Leben
Brauer erhielt mit sechs Jahren ersten Klavierunterricht bei der Lübbener Klavierlehrerin Margarethe Herrgoß. Er besuchte die Lübbener Oberschule und wurde gleichzeitig von 1949 bis 1953 vom Berliner Pianisten Felix Schröder unterrichtet. 1953 bis 1958 studierte er Klavier an der Hochschule für Musik Hanns Eisler Berlin bei Heinz Zimbehl (Staatsexamen „Mit Auszeichnung“). Daneben nahm er Kompositionsunterricht bei Gustav Bumcke. 1958 bis 1960 war Brauer freischaffender Pianist. 1960 bis 1963 war er Aspirant an der Hochschule für Musik Hanns Eisler Berlin unter der Mentorenschaft von Eberhard Rebling. Von 1963 bis 1992 unterrichtete Brauer als Hochschullehrer für Klavier an der Hochschule für Musik Hanns Eisler Berlin. 1989 erhielt er den Professorentitel.
Er setzte sich insbesondere für die zeitgenössische Musik ein und brachte zahlreiche Klavierwerke von DDR-Komponisten zur Uraufführung und nahm diese für den Rundfunk oder die Schallplatte auf.
Brauer war Mitglied im Sorbischen Künstlerbund.

## Auszeichnungen
- 1980: Orden „Für Verdienste um die polnische Kultur“
- 1985: Kunstpreis der Domowina
- 1986: Kunstpreis der DDR
- Ehrenmitglied der Deutschen Chopin-Gesellschaft
- Ehrenmitglied der Belgischen Gesellschaft Chopin-Szymanowski

## Werke
Kompositionen:
- 1988: Lausitzer Impressionen, viersätziges Stück für Orchester teilweise nach sorbischen Themen
- 1989: Konzert Nr. 1 für Klavier und Streichinstrumente

Werke für Soloklavier:
- 1970: 3 Improvisationen
- 1980: 9 Modelle nach kleinformatigen eigenen Zeichnungen, für Klavier solo
- 1981: 7 Klavierstücke nach Hakuin
- 1983: „Sandberg“ 5 Klavierstücke nach Grafiken von Herbert Sandberg
- 1984: 5 Impressionen nach Fotografien von Walter Ballhause
- 1985: Reflexionen über ein Thema von Jurij Winar
- 1986/87: „Sandberg II“ 4 Präludien für Klavier nach Grafiken von Herbert Sandberg
- 1988: Semitonale Klavierstücke I–IV
- 1971/88: Fünf Stücke für Kinder
- 1988: Sieben Psychogramme, nach Plastiken des Duisburger Wilhelm-Lehmbruck-Museums
- 1992: 7 Audiogramme nach Zeichnungen von Friedrich Stachat
- 1992: Rhapsodie über ein polnisches Volkslied
- 1992: Fantasie über ein Thema von Fryderyk Chopin
- 1994: Hommage à Christian Morgenstern
- 1995: „Nester“ nach einer Wandinstallation von Brigitta C. Quast
- 1995: Pendel I nach einer Bodeninstallation von Brigitta C. Quast
- 1989/96: 7 Impressionen nach Gemälden von Wolfgang Franz
- 1989: 4 Modelle
- 1999: Widmung
- 2000: Porträt I
- 2001: „Modell 2001“
- 1999: „Feuertanz“ (nach dem gleichnamigen Bild von Ralph Wünsche)
- 2003: „Gelbschatten“ (nach einem Bild von Reinhard Roy)
- 2003: „Akustische Visionen“ (Neun Stücke nach eigenen Zeichnungen)
- 2005: „Deutsch-Sorbischer Dialog“ (Korrespondenzen zweier Volkslieder)
- 2005: „Schwarz-Weiß-Rot“ (nach einer Bildschöpfung von Reinhard Roy)

Kammermusik:
- 1983: Trio über ein sorbisches Volkslied für Flöte, Oboe und Klavier
- 1984: Quartett über ein sorbisches Volkslied für Flöte, Oboe, Horn und Klavier
- 1985: Duo für Horn und Klavier
- 1986: Kleine Fantasie über das sorbische Volkslied „Mej ty dobry noc“ für Klavier zu vier Händen
- 1986: Quintett für Blechbläser Nr. 1
- 1986: Girlanden für Violine und Klavier
- 1986: Girlanden für Viola und Klavier
- 1990: Sphärismen für 2 Gitarren
- 1991: Allegro con fuoco II a für Viola und Klavier nach einer Metallplastik von Christine Dewerny
- 1991/96: „Fünf Huldigungen nach Bildnerischem“ für Klarinette, Viola und Klavier
- 1992: Facetten I für Klavier zu 4 Händen, „Enigmas I“ für 2 Harfen
- 1993: „Männlicher Torso“ für Viola und Klavier nach einer Bronzeplastik von Christine Dewerny
- 1993: „Sand-Salome-Stein“ für Viola und Klavier, nach einer Plastik von Christine Dewerny
- 1994: „Kieselküste“ Stück für Klavier zu 4 Händen, nach einem Bild des holländischen Malers „Louis“
- 1994: „Gespaltener Torso“ für Viola und Klavier, nach einer Plastik von Christine Dewerny
- 1994: Reflexionen über ein Thema von Fryderyk Chopin für Klavier zu vier Händen
- 1994: „Streuungen“ für Alt-Quintone und Klavier, nach einer Installation von B. C. Quast
- 1995: „Masken“ für Viola und Klavier, fünf Charakterstücke nach Sandstein-Skulpturen von Christine Dewerny
- 1995: „Fantasie über ein Thema von Detlef Kobjela“ für Viola und Klavier
- 1995: „Ohne Titel“ für Alt-Quintone und Klavier, nach einer Farbradierung von Stefan Friedemann
- 1995: Zwei Impressionen für Alt-Quintone und Klavier, nach Ölgemälden von Nuria Quevedo
- 1995: „Konstrukt, fragmentarisch I“ für Viola und Klavier, nach einer Farbradierung von Stefan Friedemann
- 1995: „Figurstudien“ für Alt-Quintone und Klavier, nach Werken von Nuria Quevedo
- 1995: Fantasie über ein Thema von Jurij Winar für Klavier und Violine
- 1995: „Miniatur I“ für Flöte, Posaune und Klavier
- 1995: Fantasie über ein Thema von Hanns Eisler für Violine und Klavier
- 1996: Chopin-Fantasie für Violine und Klavier, Hommage à Raoul von Koczalski
- 1996: „Miniatur II“ für 2 Violinen und Klavier
- 1996: „Miniatur III“ für Flöte, Viola und Klavier, nach sorbischer Folklore
- 1997: „Raster I“ (4x7) für Kontrabass und Klavier, nach einem Bild von Reinhard Roy
- 1982/98: 2 Stücke nach Bildern von Otto Nagel für Flöte, Piccolo und Klavier
- 2000: Deutsch-Wendische Rhapsodie für Flöte und Klavier
- 2000: „Hommage à Celi“ für Flöte und Klavier (nach einem Portrait von Ralph Wünsche)
- 2002: Konzertane Fantasie für Flöte und Klavier
- 2004: „Brandenburgische Impressionen“ für Flöte und Klavier
- 2005: „Quartett über zwei Plastiken“ für Flöte, 2 Violinen und Klavier

Lieder:
- 1970: 3 Liebeslieder für Mezzosopran und Klavier
- 1971: 3 Lieder nach Texten von Christian Morgenstern für eine Singstimme und Klavier
- 1971: „Mittagsruh“ für eine Singstimme und Klavier, E. Dyroff
- 1969: 4 Lieder für Sopran und Klavier (unvollendet), „Erster Schnee“, Christian Morgenstern
- 1970: „Abschied“, E. Dyroff
- 1986: Vier Lieder um Berlin, Lieder und Duette für Alt, Tenor und Klavier nach Texten von U. Berger, L. Fürnberg und L. Ludwig
- 1988: „Vergessen“ Lied für Bariton und Klavier, Text: K. Lorenc
- 1990: „Dialoge“ für mittlere Singstimme und Viola, Texte: E. Brüll und Laotse, Nachdichtung: E. Schwarz
- 1998: „In der Oper“ (Text: Kurt Lutz)
- 2005: „Sonett“ für eine Singstimme und Klavier (Text: E. Dyroff)